# Сулавесский мюллеров дятел
Сулавесский мюллеров дятел (лат. Mulleripicus fulvus) — вид птиц из семейства дятловых. Выделяют два подвида. Эндемик Сулавеси и близлежащих островов.

## Описание
Сулавесский мюллеров дятел достигает длины около 40 см. У самца лоб, уздечка, щёки и скуловая область тёмно-красного цвета. Красный цвет обычно доходит до середины макушки и передней части кроющих перьев ушей, но часто ограничен передней частью головы. Иногда видны тёмные основания нескольких перьев, образующие тёмную линию на уздечке. Задняя часть головы и задняя часть шеи тёмно-серые. Подбородок, горло и передняя часть шеи серовато-охристого цвета с очень маленькими беловатыми пятнышками. Верхняя часть тела от тёмно-серовато-коричневой до черновато-серой, немного светлее на кроющих перьях хвоста, немного темнее на крыльях, иногда с несколькими светлыми пятнами или полосками (особенно на кроющих перьях хвоста). Хвост от тёмно-серо-коричневого до черновато-серого цвета. Нижняя часть тела от тёмно-коричневого до кремово-желтовато-коричневого цвета, грудь с сероватым оттенком, бока с желтовато-серым оттенком. Испод крыльев от бледно-коричневато-серого до тёмно-серого; низ хвоста от бледно-коричневого до серого, с желтоватым оттенком. Длинный клюв со слегка заострённым концом, надклювье немного изогнуто, узкий в районе ноздрей, чёрного цвета. Радужная оболочка бледно-жёлтая, окологлазное кольцо серое; ноги зеленовато-серые или с голубоватым оттенком. У самок красный цвет на голове заменен тёмно-серым, вся голова, кроме лба, покрыто бледными мелкими пятнами. Молодые особи похожи на взрослых, но более тусклые, с большим количеством пятнышек, красный цвет на лице менее выражен у самцов и ещё слабее у самок. У представителей подвида M. f. wallacei крылья и хвост немного длиннее, чем у номинанта, клюв короче, окраска оперения немного бледнее, но область красного цвета на голове самца ярче и гораздо более обширная.
Вокализация представлена быстрыми, приглушёнными звуками «hew-hew-hew-hew-hew-hew» или «tuk-tuk-tuk». «Барабанная дробь» слышится только в период размножения.

## Распространение, места обитания и биология
Сулавесский мюллеров дятел обитает в первичных и вторичных субтропических и тропических лесах; предпочитает леса с сомкнутой кроной, но часто встречается в лесных массивах среди саванны, редко вблизи жилья. Встречается от низменностей до высоты 2200 м над уровнем моря.
Сулавесский мюллеров дятел добывает пищу парами или семейными группами до пяти птиц; чаще всего на стволах деревьев, но иногда на земле, вероятно, проникая в термитники. В состав рациона входят термиты (Isoptera), гусеницы и, вероятно другие членистоногие. Биология размножения практически не исследована. Сезон размножения продолжается с марта до августа. Гнездо размещается в дупле сухого дерева или засохшей части живого дерева. В кладке 2—3 яйца. Другой информации нет.

## Подвиды и распространение
Выделяют два подвида:
- Mulleripicus fulvus fulvus  (Quoy & Gaimard, 1830) — север Сулавеси, включая острова Мантераву и Лембе, а также архипелаги Тогиан и Бангай.
- Mulleripicus fulvus wallacei  Tweeddale 1877 — юг Сулавеси, включая острова Муна и Бутунг